# FOREST OF ROCKS
『FOREST OF ROCKS』（フォレスト・オブ・ロックス）はデーモン閣下の「熱くなれ」以来ほぼ4年ぶりとなるシングル。

## 概要
自身が敵役・ザタンの声優を務めた劇場版「仮面ライダー×仮面ライダー ウィザード&フォーゼ MOVIE大戦アルティメイタム」の主題歌。
タイトルは仮面ライダーシリーズの原作者・石ノ森章太郎(FOREST OF ROCKS=石の森)を意識したものとなっている。

## 収録曲

### CD（初回限定盤・通常盤共通）
1. FOREST OF ROCKS
2. FOREST OF ROCKS (symphonic version)
3. FOREST OF ROCKS (kara-oke)

### DVD（初回限定盤のみ）
1. FOREST OF ROCKS (music video)